# Buffalo Grove
Buffalo Grove är en ort (village) i Cook County, och  Lake County, i delstaten Illinois, USA. Enligt United States Census Bureau har orten en folkmängd på 41 668 invånare (2011) och en landarea på 24,6 km².